# 옐로우 리버 랜드마크 타워
옐로우 리버 랜드마크 타워는 중화인민공화국 란저우에 제안된 전망용 타워이다.